# Косьянчук, Василий Севастьянович
Василий Севастьянович Косьянчук — советский хозяйственный, государственный и политический деятель.

## Биография
Родился в 1931 году. Член КПСС с 1956 года.
Образование высшее (окончил Белорусский институт инженеров железнодорожного транспорта и Минскую высшую партийную школу)
С 1951 года — на хозяйственной, общественной и политической работе.
- В 1951—1961 гг. — старший инженер, дежурный по станции, начальник отдела кадров на железнодорожном транспорте станции Брест-Центральный.[1]
- В 1961—1964 гг. — секретарь партийной организации станции Брест-Центральный.[1]
- В 1964—1979 гг. — инструктор Брестского обкома Компартии Белоруссии, секретарь Ивановского, второй и первый секретарь Лунинецкого райкомов Компартии Белоруссин, заведующий отделом транспорта и связи Брестского обкома Компартии Белоруссии.[1]
- В 1979—1987 гг. — председатель исполкома Брестского городского Совета народных депутатов.[1][2]

Избирался депутатом Верховного Совета Белорусской ССР 10-го и 11-го созывов.
Жил в Белоруссии.

## Награды
- Орден Дружбы Народов (14.11.1980)[2]